# Brady Smith
Patrick Brady Smith (Houston, 29 dicembre 1971) è un attore statunitense.
Nel corso della sua carriera ha preso parte a diversi episodi di importanti serie tv, come: E.R. - Medici in prima linea, Streghe, CSI: Miami.
È sposato con l'attrice Tiffani Thiessen. Il 15 giugno 2010 è nata la loro prima figlia, Harper Renn Smith.
Nel 2011 prende parte alla serie televisiva statunitense White Collar, nella quale anche sua moglie Tiffani Thiessen è coprotagonista.

## Filmografia parziale

### Cinema
- Obbligo o verità (Truth or Dare), regia di Jeff Wadlow (2018)
- First Man - Il primo uomo (First Man), regia di Damien Chazelle (2018)

### Televisione
- Castle – serie TV, episodio 2x12 (2010)
- Alexa & Katie (2019)

## Doppiatori italiani
Nelle versioni in italiano delle opere in cui ha recitato, Brady Smith è stato doppiato da:
- Vittorio De Angelis in White Collar, Criminal Minds
- Francesco Meoni in CSI: Cyber, Grey's Anatomy
- Saverio Indrio in CSI: Miami
- Davide Marzi in NCIS - Unità anticrimine
- Teo Bellia in The Closer
- Roberto Pedicini in The Mentalist
- Davide Lepore in Castle
- Sergio Lucchetti in CSI - Scena del crimine